# メディア・ワン
株式会社メディア・ワン（英名: Media One Co.,Ltd.、通称：メディアワン）は、1985年に創立されたテレビ番組の制作を中心にCMやビデオ映像ソフトを企画・制作・販売する制作プロダクションである。

## 概要
2006年10月に中国・北京で設立された北京毎逓通文化伝媒有限公司（通称：北京毎逓通）と業務提携を結び、TBS系列「みのもんたの朝ズバッ!」2007年末特番の北京取材のコーディネートを手がけるなど、幅広く業務を展開、中国番組企画を多数立ち上げ、現在も多方面において取材活動を続けている。
2007年8月よりフジテレビ系「ニュースJAPAN」において北京毎逓通と共同制作でシリーズ特集「EXCITING CHINA（エキサイティング・チャイナ）」を放送する。
1. 北京開発ラッシュの長者たち（2007年8月6日放送）
2. 北京ペットブームの闇を追え!（2007年8月7日放送）
3. コオロギ　欲望の街と村（2007年10月31日放送）
4. バブルに染まる理想郷（2007年11月26日放送）
5. 北京受験戦争　奔流に挑む若者たち（2008年1月21日放送）
6. 爆走! 北京改造車列伝（2008年3月10日放送）

また、2009年度4月から、東洋大学総合情報学部において藤本貴之研究室と産学連携プロジェクトの一環として映像メディア理論・技術講座を開講。後進の育成にも力を注いでいる。さらに本講座においては、新たなメディア発信基地としての「東洋大学MTV（インターネット放送局）」を立ち上げるなど、単なる映像制作に止まらない活動を続ける制作プロダクションである。
2010年3月には、同社メディアアーツ事業の一環として、河出書房新社より、「映像メディアのプロになる!」（著：奥村健太・藤本貴之、監修：藤原道夫）が出版された。

## 作品情報

### 最近のテレビ番組
- テレビ東京開局45周年記念番組『封印された三蔵法師の謎～シルクロード30,000キロに挑んだ男～』テレビ東京(2010年9月23日)
- 新春特集シリーズ2010年　世界の英知が語る「未知なる脅威　ウイルス」NHK-BS-hi(2010年1月1日)
- 報道発 ドキュメンタリ宣言スペシャル「昭和史最大のスクープ　川島芳子は生きていた!」」テレビ朝日(2009年4月13日)
- サムスンスペシャル「よみがえれ!シルクロードの輝き」BS朝日(2008年12月6日)
- エプソンスペシャル 地球の歩き方「北欧ノルウェー世界遺産の旅」テレビ朝日(2008年9月28日)
- 素敵な宇宙船地球号 「天空の赤いポンチョ」 テレビ朝日 (2008年6月15日)
- 「リヤカーマンのでっかい地球!大冒険2２」 テレビ東京(2008年2月17日)
- 食彩の王国「ネギ」 テレビ朝日 (2008年2月9日)
- 素敵な宇宙船地球号 「天空の赤い塩」 テレビ朝日 (2007年9月9日)
- ドキュメント にっぽんの現場 「“ 早く 安く ”を打ち破れ! ～家電メーカー 商品企画部～」 NHK総合 (2007年8月24日)
- ニュースJAPAN特集 「EXCITING CHINA」フジテレビ (2007年8月~シリーズ)
- スーパーニュース特報 「やみつき“産地直行”グルメ」 フジテレビ (2007年7月20日)
- 食彩の王国「ニンニク」 テレビ朝日 (2007年5月12日)
- 食彩の王国「チンゲン菜」 テレビ朝日(2006年9月16日)
- 素敵な宇宙船地球号 「雲南 崩れゆく紅大地」 テレビ朝日 (2006年7月9日)
- 「マラッカ海峡沖に沈んだ中国の秘宝を追え!」 よみうりテレビ (2006年3月12日)

### 最近のビデオパッケージ
- 『学問と情熱 第34巻 渋沢敬三 ～常民へのまなざし～』 紀伊國屋書店
- 『ちひろ美術館の30年』 ちひろ美術館
- 『オペラが育てる仲間とちから オペラ演出家・大谷洌子』 紀伊國屋書店
- 『増田良枝の60才からの声の楽らくトレーニング』 スター音楽学院/タリアセンレコード
- 『NTTドコモ「マルチナンバー」ドコモショップ用CM』 NTTドコモ
- 『知と心を育てる読書の教育』 紀伊國屋書店

### 受賞作品
- 平成20年度 『優秀映像教材選奨 教養部門』 優秀作品賞 受賞

『学問と情熱 渋沢敬三』 紀伊國屋書店
- 平成20年度 『優秀映像教材選奨 社会教育部門』 優秀作品賞 受賞

『「ガラスのうさぎ」高木敏子』 紀伊國屋書店
- 平成19年度 『教育映像祭』 優秀賞 受賞

『本を読む楽しさを広げる活動』 紀伊國屋書店
- 平成16年優秀映像教材教育選奨職能教育部門優秀作品賞 受賞

『図書館を生かす 学校は変わる』 紀伊國屋書店
- 優秀映像教材選奨　優秀賞 受賞

『入門・能の音楽』紀伊國屋書店
- 平成13年 優秀映像教材選奨賞 受賞

『海の民の歴史 二神家の歴史を通して』紀伊國屋書店
- 平成11年度 優秀映像教育選奨 教養部門最優秀賞 受賞

『宮本常一 ～民衆の知恵を訪ねて～』紀伊國屋書店
- 平成9年度　厚生省児童福祉審議会賞 受賞

人間劇場 「カツオ船に乗った少年」 テレビ東京 (1997年9月10日)
- 平成7年度　ギャラクシー賞受賞作品

TBS開局40周年記念番組 「日本海大紀行」 TBS (1995年11月20日 三夜連続)
- 平成4年 日本民間放送連盟賞 最優秀賞 受賞

TBS創立40周年特別番組 「萬里の長城」 TBS (1991年11月18日 三夜連続)